# 12634 LOFAR
12634 LOFAR è un asteroide della fascia principale. Scoperto nel 1971, presenta un'orbita caratterizzata da un semiasse maggiore pari a 2,4315783 UA e da un'eccentricità di 0,1515823, inclinata di 2,54659° rispetto all'eclittica.